# Liste des châteaux du Bas-Rhin
Cet article recense de manière non exhaustive les châteaux (de défense ou d'agrément), maisons fortes, mottes castrales, situés dans la circonscription administrative du Bas-Rhin, sur le territoire de la collectivité européenne d'Alsace. Il est fait état des inscriptions et classements au titre des monuments historiques.

## Liste
| Icône            | Signification    | Abréviations             | Abréviations                  | Abréviations             | Abréviations           |
| ---------------- | ---------------- | ------------------------ | ----------------------------- | ------------------------ | ---------------------- |
| Château fort     | Château fort     | = Bastide                | = Ferme fortifiée             | = Maison forte           | = (Néo-)Palladianisme  |
| Renaissance      | Renaissance      | = Château gascon         | = Folie (montpelliéraine)     | = Manoir, Gentilhommière | = Résidence épiscopale |
| Domaine viticole | Domaine viticole | = Classicisme, classique | = Forteresse, fort(ification) | = Maison (noble)         | = Style Beaux-Arts     |
| Palais           | Palais           | = Commanderie            | = Gothique (flamboyant)       | = Néo-baroque            | = Style Second Empire  |
| Ruine ou disparu | Ruine, disparu   | = Château pinardier      | = Hôtel particulier           | = Néo-classique          | = Style italianisant   |
|                  |                  | = Demeure seigneuriale   | ... = Style Louis XII...XVI   | = Néo-gothique           | = Style troubadour     |
|                  |                  | = Éclectisme             | = Logis (seigneurial)         | = Néo-Renaissance        | = Villa (de Nice)      |
| Baroque, rococo  | Baroque, rococo  | = Édifice religieux      | = Motte castrale/féodale      | = Pavillon de chasse     | = Styles du XXe siècle |

| Type                                                                                  | Château                                                       | Commune                                        | Protection | Notes                                                                                           | Coordonnées                 | Illustration |
| ------------------------------------------------------------------------------------- | ------------------------------------------------------------- | ---------------------------------------------- | --- | ----------------------------------------------------------------------------------------------- | --------------------------- | ------------ |
| Château fort · Ruine ou disparu                                                       | Château Altenau                                               | Kolbsheim                                      | Notice no IA00024132 | XVe siècle, détruit                                                                             |                             |              |
| Château fort · Ruine ou disparu                                                       | Château d'Altenkeller (Burg Altkeller)                        | Ottrott                                        | Notice no IA00075599 | XIIe siècle                                                                                     | 48° 27′ 31″ N, 7° 25′ 48″ E |              |
| Château fort · Ruine ou disparu                                                       | Château d'Andlau (Haut-Andlau)                                | Andlau                                         | Classé MH (1926) · Notice no PA00084585 · Notice no IA00115050                                                                   | XIIIe et XIVe siècles, XVe et XVIe siècles                                                      | 48° 24′ 05″ N, 7° 24′ 45″ E |              |
| Château fort · Classicisme, classique                                                 | Château de Barr (Kleppernburg, Wepfermannsburg)               | Barr                                           | Inscrit MH (1931) · Notice no PA00084600 · Notice no IA00115076                                                                  | XIIIe et XVIIe siècles, XVIIIe et XIXe siècles, hôtel de ville                                  | 48° 24′ 32″ N, 7° 26′ 57″ E |              |
| Maison (noble)                                                                        | Château Battiston (Château de Fort-Louis)                     | Fort-Louis (rue Glaude)                        | Notice no IA00123919 | XIXe siècle                                                                                     | 48° 48′ 11″ N, 8° 03′ 34″ E |              |
| Motte castrale ou féodale · Ruine ou disparu                                          | Château de Beinheim                                           | Beinheim                                       | | Moyen Âge, motte castrale, détruit                                                              |                             |              |
| Château fort · Résidence épiscopale · Renaissance · Ruine ou disparu                  | Château de Benfeld (Ancien château épiscopal)                 | Benfeld                                        | Inscrit MH (1988) · Notice no PA00084603 · Notice no IA00023511                                                                  | XIIIe et XIVe siècles, XVe et XVIe siècles, XVIIe et XVIIIe siècles, détruit                    | 48° 22′ 16″ N, 7° 35′ 50″ E |              |
| Château fort · Ruine ou disparu                                                       | Château du Bernstein                                          | Dambach-la-Ville                               | Inscrit MH (1932) · Notice no PA00084678 · Notice no IA00115225                                                                  | XIIe et XVe siècles                                                                             | 48° 19′ 19″ N, 7° 23′ 59″ E |              |
| Château fort · Ruine ou disparu                                                       | Château du Bilstein                                           | Urbeis                                         | Classé MH (1898) · Notice no PA00085203 · Notice no IA67010314                                                                   | XIIe et XIIIe siècles                                                                           | 48° 19′ 49″ N, 7° 13′ 18″ E |              |
| Château fort · Ruine ou disparu                                                       | Château du Birkenfels                                         | Ottrott                                        | Classé MH (1984) · Notice no PA00084881 · Notice no IA00075605                                                                   | XIIIe et XVe siècles                                                                            | 48° 25′ 46″ N, 7° 23′ 03″ E |              |
| Renaissance                                                                           | Château de Birkenwald                                         | Birkenwald                                     | Inscrit MH (1930) · Notice no PA00084617 · Notice no IA67007711 · Notice no IA67011029                                           | 1562                                                                                            | 48° 39′ 31″ N, 7° 20′ 38″ E |              |
| Château fort · Ruine ou disparu                                                       | Château haut de Bischoffsheim (Oberschloss)                   | Bischoffsheim                                  | Notice no IA00075434 | XIIIe et XVe siècles, XVIe et XVIIe siècles, XIXe siècle, détruit                               | 48° 29′ 08″ N, 7° 29′ 29″ E |              |
| Renaissance                                                                           | Château bas de Bischoffsheim (Unterschloss)                   | Bischoffsheim                                  | Notice no IA00075435 | XVe et XVIe siècles, XVIIe et XVIIIe siècles                                                    | 48° 29′ 16″ N, 7° 29′ 19″ E |              |
| Château fort · Ruine ou disparu                                                       | Château de Boemstein                                          | Nothalten                                      | Notice no IA00115424 | XIIIe siècle                                                                                    | 48° 21′ 15″ N, 7° 24′ 01″ E |              |
| Néo-classique                                                                         | Château de Bonnefontaine                                      | Altwiller                                      | Inscrit MH (1991) · Notice no PA00085292 · Notice no IA67005729 · Notice no IA67011023                                           | 1818                                                                                            | 48° 54′ 28″ N, 6° 59′ 37″ E |              |
| Château fort · Renaissance                                                            | Château de Breuschwickersheim                                 | Breuschwickersheim                             | Inscrit MH (1929) · Notice no PA00084658 · Notice no IA67007124                                                                  | XIIIe et XVIIIe siècles                                                                         | 48° 34′ 44″ N, 7° 36′ 17″ E |              |
| Château fort · Classicisme, classique                                                 | Château de Brumath                                            | Brumath                                        | Notice no IA00119197 | Moyen Âge, XVIIIe et XIXe siècles                                                               | 48° 43′ 54″ N, 7° 42′ 35″ E |              |
| Forteresse, fort(ification) · Ruine ou disparu                                        | Fort Carré et Enceinte de Fort-Louis                          | Fort-Louis                                     | Notice no IA00123923 | XVIIe et XVIIIe siècles                                                                         | 48° 48′ 25″ N, 8° 03′ 40″ E |              |
| Château fort · Ruine ou disparu                                                       | Château de Châtenois                                          | Châtenois                                      | Inscrit MH (1932, 1993) · Notice no PA00084664 · Notice no PA00125215 · Notice no IA00124439                                     | XIIIe et XIVe siècles                                                                           | 48° 16′ 11″ N, 7° 23′ 51″ E |              |
| Classicisme, classique                                                                | Château de Cleebourg (Kleeburg)                               | Cleebourg                                      | Notice no IA67008283 | XVIIIe siècle, ancien château puis ferme                                                        | 49° 00′ 06″ N, 7° 53′ 37″ E |              |
| Baroque, rococo                                                                       | Château de la Cour d'Angleterre                               | Bischheim                                      | Inscrit MH (1995) · Notice no PA00084620 · Notice no IA67009265 · Notice no IA67011030                                           | XVIIe et XVIIIe siècles                                                                         | 48° 37′ 51″ N, 7° 47′ 56″ E |              |
| Château fort · Ruine ou disparu                                                       | Château de Crax (Krax, Wibelsberg)                            | Andlau                                         | Notice no IA00115049 | XIIIe siècle                                                                                    | 48° 23′ 48″ N, 7° 25′ 10″ E |              |
| Château fort · Ruine ou disparu                                                       | Château de Cronenbourg (Kronenburg)                           | Cronenbourg / Strasbourg                       | | XIIIe et XIVe siècles, détruit                                                                  | 48° 35′ 26″ N, 7° 43′ 42″ E |              |
| Résidence épiscopale · Château fort · Renaissance                                     | Château de Dachstein (Château des évêques de Strasbourg)      | Dachstein                                      | Inscrit MH (2002) · Notice no PA67000053 · Notice no IA67011136                                                                  | XIIIe et XIXe siècles                                                                           | 48° 33′ 44″ N, 7° 31′ 53″ E |              |
| Maison forte                                                                          | Château de Diedendorf                                         | Diedendorf                                     | Inscrit MH (1977, 2002) · Notice no PA00084691 · Notice no IA67005781 · Notice no IA67011035                                     | 1577                                                                                            | 48° 52′ 41″ N, 7° 02′ 48″ E |              |
| Château fort · Ruine ou disparu                                                       | Château de Diemeringen                                        | Diemeringen                                    | Notice no IA67000709 | 1275, vestige                                                                                   | 48° 56′ 20″ N, 7° 11′ 10″ E |              |
| Baroque, rococo                                                                       | Château de Dietrich                                           | Reichshoffen                                   | Classé MH (1940) · Notice no PA00084897 · Notice no IA00123282                                                                   | XIIIe et XVIIIe siècles                                                                         | 48° 55′ 46″ N, 7° 39′ 53″ E |              |
| Château fort · Ruine ou disparu                                                       | Château de Dossenheim                                         | Dossenheim-Kochersberg                         | | Moyen Âge, détruit                                                                              |                             |              |
| Château fort · Ruine ou disparu                                                       | Château de Dreistein                                          | Ottrott                                        | Inscrit MH (1990) · Notice no PA00085273 · Notice no IA00075606                                                                  | XIIIe et XIVe siècles, XIXe siècle                                                              | 48° 26′ 24″ N, 7° 23′ 27″ E |              |
| Maison (noble)                                                                        | Château de Drulingen                                          | Drulingen                                      | Inscrit MH (1987) · Notice no PA00084698 · Notice no IA67000810f                                                                 | 1816                                                                                            | 48° 51′ 58″ N, 7° 11′ 21″ E |              |
| Château fort · Résidence épiscopale · Ruine ou disparu                                | Château de Epfig (Château fort épiscopal)                     | Epfig                                          | Notice no IA00115268 | XIIe et XVe siècles, XVIIIe siècle, détruit                                                     | 48° 21′ 36″ N, 7° 27′ 49″ E |              |
| Château fort · Néo-classique                                                          | Château Fabvier                                               | Kintzheim                                      | Inscrit MH (1992) · Notice no PA00085310 · Notice no IA00124502 · Notice no IA67011047                                           | XIIIe et XVIIe siècles, XIXe siècle                                                             | 48° 15′ 07″ N, 7° 23′ 30″ E |              |
| Château fort · Ruine ou disparu                                                       | Château de Fleckenstein                                       | Lembach                                        | Classé MH (1998) · Notice no PA00084774 · Notice no IA67008585                                                                   | XIIe siècle                                                                                     | 49° 02′ 41″ N, 7° 46′ 19″ E |              |
| Château fort · Ruine ou disparu                                                       | Château du Frankenbourg                                       | Neubois                                        | Classé MH (1898) · Notice no PA00084819 · Notice no IA67010472                                                                   | XIIe et XIIIe siècles                                                                           | 48° 17′ 43″ N, 7° 19′ 30″ E |              |
| Château fort · Manoir, gentilhommière · Classicisme, classique                        | Château de Freihof                                            | Neuwiller-lès-Saverne                          | Notice no IA67009931 | XIIIe et XIVe siècles, XVIIIe siècle                                                            | 48° 49′ 33″ N, 7° 24′ 25″ E |              |
| Renaissance · Classicisme, classique                                                  | Château Freihof                                               | Wangen                                         | Notice no IA67006258 | XVIe et XVIIIe siècles                                                                          | 48° 37′ 04″ N, 7° 28′ 02″ E |              |
| Château fort · Ruine ou disparu                                                       | Château du Freudeneck                                         | Wangenbourg-Engenthal                          | Notice no IA67007038 | XIIIe et XIVe siècles, XVe siècle                                                               | 48° 37′ 31″ N, 7° 19′ 40″ E |              |
| Château fort · Ruine ou disparu                                                       | Château du Frœnsbourg                                         | Lembach                                        | Classé MH (1998, 1930) · Notice no PA00084775 · Notice no IA67008584                                                             | XIIIe siècle                                                                                    | 49° 02′ 12″ N, 7° 44′ 36″ E |              |
| Néo-classique                                                                         | Château de Frœschwiller                                       | Frœschwiller                                   | Classé MH (2009) · Notice no PA67000074 · Notice no IA67008477                                                                   | 1890                                                                                            | 48° 56′ 33″ N, 7° 43′ 16″ E |              |
| Classicisme, classique                                                                | Château de Geisberg                                           | Wissembourg                                    | Inscrit MH (1990) · Notice no PA00085288 · Notice no IA67008269                                                                  | XVIIe et XVIIIe siècles                                                                         | 49° 00′ 49″ N, 7° 57′ 14″ E |              |
| Château fort · Ruine ou disparu                                                       | Château du Grand-Geroldseck                                   | Haegen                                         | Classé MH (1898) · Notice no PA00084722 · Notice no IA67007545                                                                   | XIIe siècle                                                                                     | 48° 43′ 08″ N, 7° 19′ 57″ E |              |
| Château fort · Ruine ou disparu                                                       | Château du Grand-Ringelstein                                  | Oberhaslach                                    | Classé MH (1898) · Notice no PA00084844 · Notice no IA67011361                                                                   | XIIIe siècle                                                                                    | 48° 33′ 47″ N, 7° 19′ 16″ E |              |
| Château fort · Ruine ou disparu                                                       | Château de Greifenstein (Château du Griffon)                  | Saverne                                        | Classé MH (1898) · Notice no PA00084951 · Notice no IA00055449                                                                   | XIIe et XIIIe siècles, XIVe et XVe siècles                                                      | 48° 44′ 09″ N, 7° 20′ 03″ E |              |
| Motte castrale ou féodale · Ruine ou disparu                                          | Château de Gries                                              | Gries                                          | | Moyen Âge, motte castrale, détruit                                                              |                             |              |
| Château fort · Renaissance                                                            | Château de Grünstein                                          | Stotzheim                                      | Inscrit MH (1986) · Notice no PA00085011 · Notice no IA00115480 · Notice no IA67011082                                           | XIIIe et XVe siècles, XVIe et XIXe siècles                                                      | 48° 22′ 46″ N, 7° 29′ 51″ E |              |
| Château fort · Ruine ou disparu                                                       | Château de Guirbaden                                          | Mollkirch                                      | Classé MH (1898) · Notice no PA00084793 · Notice no IA00075569                                                                   | XIe et XIIe siècles, XIIIe et XIVe siècles                                                      | 48° 29′ 37″ N, 7° 22′ 15″ E |              |
| Château fort · Ruine ou disparu                                                       | Château du Hagelschloss (Waldsberg)                           | Ottrott                                        | Notice no IA00075607 | XIIe et XIIIe siècles                                                                           | 48° 26′ 58″ N, 7° 23′ 22″ E |              |
| Château fort · Classicisme, classique                                                 | Château impérial de Haguenau (Kaiserpfalz Hagenau)            | Haguenau                                       | Notice no IA00061939 | XIIe siècle, XVIIIe et XIXe siècles                                                             | 48° 48′ 57″ N, 7° 47′ 16″ E |              |
| Château fort · Ruine ou disparu                                                       | Château de Haldenburg                                         | Niederhausbergen                               | | Moyen Âge, détruit                                                                              |                             |              |
| Château fort · Ruine ou disparu                                                       | Château du Haut-Barr (Hohbarr)                                | Saverne                                        | Classé MH (1874) · Notice no PA00084952 · Notice no IA00055462                                                                   | XIe et XIIIe siècles                                                                            | 48° 43′ 29″ N, 7° 20′ 18″ E |              |
| Château fort                                                                          | Château du Haut-Koenigsbourg (Hohkönigsburg)                  | Orschwiller                                    | Classé MH (1862, 1993) · Inscrit MH (1991) · Notice no PA00084875 · Notice no PA00085298 · Notice no IA00124535                  | fin XIIe siècle, musée                                                                          | 48° 14′ 58″ N, 7° 20′ 40″ E |              |
| Classicisme, classique                                                                | Château du Haut-Village (Château d'Andlau)                    | Stotzheim                                      | Inscrit MH (1986) · Notice no PA00085012 · Notice no IA00115481 · Notice no IA67011083                                           | XVIIe et XVIIIe siècles                                                                         | 48° 22′ 48″ N, 7° 29′ 01″ E |              |
| Motte castrale ou féodale · Ruine ou disparu                                          | Château de Heiligenstein                                      | Heiligenstein                                  | | Moyen Âge, motte castrale, détruit                                                              |                             |              |
| Château fort · Ruine ou disparu                                                       | Château de Hell                                               | Heiligenstein                                  | Notice no IA00115319 | XIIIe siècle, détruit                                                                           | 48° 25′ 22″ N, 7° 27′ 04″ E |              |
| Motte castrale ou féodale · Ruine ou disparu                                          | Château de Herbsheim                                          | Herbsheim                                      | Notice no IA00023582 | Moyen Âge, motte castrale, détruit                                                              |                             |              |
| Château fort · Ruine ou disparu                                                       | Château de Herrenstein                                        | Neuwiller-lès-Saverne                          | Notice no IA67009989 | XIIe siècle                                                                                     | 48° 49′ 29″ N, 7° 23′ 41″ E |              |
| Classicisme, classique                                                                | Château Hervé (Bourcart)                                      | Dachstein                                      | Inscrit MH (1986) · Notice no PA00084667 · Notice no IA67011033                                                                  | XVIIIe siècle                                                                                   | 48° 33′ 38″ N, 7° 31′ 59″ E |              |
| Château fort · Ruine ou disparu                                                       | Château de Hochfelden                                         | Hochfelden                                     | près de Notice no IA67009246 | Moyen Âge, détruit                                                                              | 48° 45′ 34″ N, 7° 34′ 13″ E |              |
| Château fort · Ruine ou disparu                                                       | Château du Hohenbourg                                         | Wingen                                         | Classé MH (1898, 1930) · Notice no PA00085240 · Notice no IA67008819                                                             | XIIe et XVe siècles, XVIe siècle                                                                | 49° 03′ 19″ N, 7° 47′ 03″ E |              |
| Château fort · Ruine ou disparu                                                       | Château de Hohenfels                                          | Dambach                                        | Inscrit MH (1985) · Notice no PA00084671 · Notice no IA67005020                                                                  | XIIIe et XIVe siècles, XVe siècle                                                               | 49° 00′ 11″ N, 7° 36′ 50″ E |              |
| Château fort · Ruine ou disparu                                                       | Château de Hohenstein                                         | Oberhaslach                                    | Classé MH (1898) · Notice no PA00084842 · Notice no IA67011356                                                                   | XIIIe siècle                                                                                    | 48° 34′ 02″ N, 7° 18′ 38″ E |              |
| Château fort                                                                          | Château de Hunebourg                                          | Dossenheim-sur-Zinsel                          | Inscrit MH (2007) · Notice no PA67000070 · Notice no IA67009751                                                                  | XIIe et XIIIe siècles, XXe siècle, hôtel                                                        | 48° 50′ 00″ N, 7° 21′ 51″ E |              |
| Château fort · Ruine ou disparu                                                       | Château d'Ingwiller                                           | Ingwiller                                      | Notice no IA67009766 Notice no IA67009767                                                                                        | Moyen Âge, presque entièrement détruit                                                          | 48° 52′ 22″ N, 7° 28′ 44″ E |              |
| Édifice religieux · Renaissance                                                       | Château d'Ittenwiller                                         | Saint-Pierre                                   | Inscrit MH (1937) · Notice no PA00084925 · Notice no IA00115463                                                                  | XIIe siècle, XVIe et XVIIe siècles, XIXe et XXe siècles                                         | 48° 23′ 05″ N, 7° 27′ 13″ E |              |
| Palais                                                                                | Pavillon Joséphine                                            | Strasbourg                                     | Inscrit MH (1929) · Classé MH (1993) · Notice no PA00085186                                                                      | XIXe et XXe siècles                                                                             | 48° 35′ 33″ N, 7° 46′ 29″ E |              |
| Château fort · Ruine ou disparu                                                       | Château du Kagenfels (Falkenstein)                            | Ottrott                                        | Notice no IA00075608 | XIIIe et XVIe siècles                                                                           | 48° 26′ 41″ N, 7° 21′ 59″ E |              |
| Château fort · Ruine ou disparu                                                       | Château de Katzenberg                                         | Lutzelhouse                                    | | Moyen Âge, détruit                                                                              | 48° 32′ 55″ N, 7° 14′ 46″ E |              |
| Motte castrale ou féodale · Ruine ou disparu                                          | Château de Keskastel                                          | Keskastel                                      | | Moyen Âge, motte castrale, détruit                                                              |                             |              |
| Château fort · Ruine ou disparu                                                       | Château de Kintzheim                                          | Kintzheim                                      | Classé MH (1965) · Notice no PA00084757 · Notice no IA00124512 · Jardin remarquable · Notice no JAR0000150                       | XIIe et XIIIe siècles, XIVe et XVe siècles                                                      | 48° 15′ 22″ N, 7° 23′ 11″ E |              |
| Château fort · Classicisme, classique                                                 | Château Klinglin (Château d'Illhausen)                        | Illkirch-Graffenstaden                         | Inscrit MH (1970) · Notice no PA00084754 · Notice no IA00023207 · Notice no IA67011043                                           | Moyen Âge, XVIIIe siècle, il ne subsiste que le parc et le bâtiment de l'orangerie              | 48° 31′ 56″ N, 7° 42′ 56″ E |              |
| Motte castrale ou féodale · Ruine ou disparu                                          | Motte féodale du Kochersberg                                  | Neugartheim-Ittlenheim                         | Inscrit MH (1989) · Notice no PA00085271 · Notice no IA67005639                                                                  | XIIIe siècle, détruit                                                                           | 48° 39′ 53″ N, 7° 31′ 48″ E |              |
| Château fort · Ruine ou disparu                                                       | Château de Koepfel                                            | Ottrott                                        | Notice no IA00075609 | Moyen Âge                                                                                       | 48° 27′ 41″ N, 7° 23′ 54″ E |              |
| Classicisme, classique                                                                | Château de Kolbsheim                                          | Kolbsheim                                      | Inscrit MH (2006) · Notice no PA00084762 · Notice no IA00023184 · Jardin remarquable · Notice no JAR0000151                      | XVIIe et XVIIIe siècles, XIXe siècle                                                            | 48° 33′ 38″ N, 7° 35′ 02″ E |              |
| Château fort · Ruine ou disparu                                                       | Château de Kronenbourg                                        | Marlenheim                                     | Notice no IA67006686 | XIIIe siècle                                                                                    |                             |              |
| Château fort · Ruine ou disparu                                                       | Château de Landeshavite (Landeshaoite, Landeswart)            | Andlau                                         | | XIIIe siècle détruit                                                                            |                             |              |
| Château fort · Ruine ou disparu                                                       | Château du Landsberg                                          | Heiligenstein                                  | Classé MH (1965) · Notice no PA00084745 · Notice no IA00115346                                                                   | XVe siècle                                                                                      | 48° 25′ 14″ N, 7° 25′ 21″ E |              |
| Château fort · Renaissance                                                            | Château de Landsberg                                          | Niedernai                                      | Inscrit MH (2008) · Notice no PA67000076 · Notice no IA00023906 · Notice no IA67011063                                           | XIIIe et XVIe siècles, XVIIe et XIXe siècles                                                    | 48° 27′ 01″ N, 7° 31′ 03″ E |              |
| Classicisme, classique                                                                | Château de Langenberg                                         | Wissembourg (Langenberg)                       | Notice no IA67008247 | XVIIIe siècle                                                                                   | 49° 02′ 32″ N, 7° 54′ 38″ E |              |
| Palais · Résidence épiscopale · Classicisme, classique                                | Château épiscopal de Lauterbourg                              | Lauterbourg                                    | Inscrit MH (1932) · Notice no PA00084769 · Notice no IA67008845                                                                  | 1716                                                                                            | 48° 58′ 30″ N, 8° 10′ 36″ E |              |
| Château fort · Ruine ou disparu                                                       | Château fort de Lauterbourg                                   | Lauterbourg                                    | Notice no IA67008834 | Moyen Âge                                                                                       | 48° 58′ 34″ N, 8° 10′ 36″ E |              |
| Forteresse, fort(ification) · Ruine ou disparu                                        | Fortification de Lauterbourg                                  | Lauterbourg                                    | Inscrit MH (1931, 1932, 1993) · Notice no PA00084773 · Notice no PA00084772 · Notice no PA00125217 · Notice no IA67008831        | Moyen Âge                                                                                       | 48° 58′ 27″ N, 8° 10′ 37″ E |              |
| Classicisme, classique                                                                | Château de la Leonardsau                                      | Bœrsch / Obernai                               | Inscrit MH (1986, 1990) · Notice no PA00084847 · Notice no IA00024016                                                            | XVIIe et XVIIIe siècles, XIXe et XXe siècles                                                    | 48° 28′ 11″ N, 7° 26′ 35″ E |              |
| Motte castrale ou féodale · Ruine ou disparu                                          | Château de Leutenheim                                         | Leutenheim                                     | | Moyen Âge, motte castrale, détruit                                                              |                             |              |
| Château fort                                                                          | Château de Lichtenberg                                        | Lichtenberg                                    | Classé MH (1878) · Notice no PA00084776                                                                                          | XIVe et XVIe siècles, XVIIe et XVIIIe siècles, musée                                            | 48° 55′ 16″ N, 7° 29′ 13″ E |              |
| Château fort · Renaissance                                                            | Château de Lorentzen                                          | Lorentzen                                      | Inscrit MH (1990) · Notice no PA00085270 · Notice no IA67005872 · Notice no IA67011036                                           | XIVe et XVIe siècles, XVIIIe et XIXe siècles                                                    | 48° 57′ 11″ N, 7° 10′ 37″ E |              |
| Château fort · Ruine ou disparu                                                       | Château de Lœwenstein                                         | Wingen                                         | Classé MH (1898, 1930) · Notice no PA00085241 · Notice no IA67008820                                                             | XIIe et XIIIe siècles                                                                           | 49° 03′ 12″ N, 7° 47′ 11″ E |              |
| Château fort · Ruine ou disparu                                                       | Château de Lutzelbourg (Vorder-Lützelburg)                    | Ottrott                                        | Inscrit MH (1985) · Notice no PA00084882 · Notice no IA67011071 · Notice no IA00075610                                           | XIIIe et XIVe siècles, XVe et XVIe siècles, l'une des trois ruines du château côte à côte       | 48° 27′ 41″ N, 7° 24′ 29″ E |              |
| Château fort · Ruine ou disparu                                                       | Château de Lutzelhardt (Lützelhardt)                          | Obersteinbach                                  | Classé MH (1898, 1930) · Notice no PA00084870 · Notice no IA67008630                                                             | XIIe et XIIIe siècles                                                                           | 49° 02′ 44″ N, 7° 39′ 19″ E |              |
| Classicisme, classique                                                                | Château de Marlenheim                                         | Marlenheim                                     | Notice no IA67006684 | XVIIIe siècle, hôtel de ville                                                                   | 48° 37′ 17″ N, 7° 29′ 24″ E |              |
| Néo-classique                                                                         | Château de la Merckenau (Château du Mullerhof)                | Muhlbach-sur-Bruche (Mullerhof)                | Notice no IA67011288 Notice no IA67011291                                                                                        | XIXe siècle                                                                                     | 48° 31′ 21″ N, 7° 18′ 46″ E |              |
| Château fort · Ruine ou disparu                                                       | Château de Mittelhausen                                       | Mittelhausen                                   | Inscrit MH (1984) · Notice no PA00084791 · Notice no IA67009183                                                                  | XIXe et XVIe siècles, XIXe siècle                                                               | 48° 42′ 22″ N, 7° 37′ 47″ E |              |
| Château fort · Ruine ou disparu                                                       | Château du Moyen-Windstein (Mittelwindstein)                  | Windstein                                      | | Moyen Âge                                                                                       | 48° 59′ 45″ N, 7° 40′ 44″ E |              |
| Château fort · Ruine ou disparu                                                       | Château de la Muraille                                        | Muhlbach-sur-Bruche                            | | Moyen Âge                                                                                       |                             |              |
| Château fort · Ruine ou disparu                                                       | Château du Nideck                                             | Oberhaslach                                    | Classé MH (1898) · Notice no PA00084843 · Notice no IA67011358                                                                   | XIIe et XIIIe siècles, XIVe siècle                                                              | 48° 34′ 46″ N, 7° 17′ 00″ E |              |
| Classicisme, classique                                                                | Château de Niedernai                                          | Niedernai                                      | | Habitation                                                                                      | 48° 27′ 06″ N, 7° 30′ 57″ E |              |
| Château fort · Ruine ou disparu                                                       | Château de Niedersteinbach (Zigeunerfelsen)                   | Niedersteinbach                                | Notice no IA67008605 | Moyen Âge, détruit                                                                              | 49° 02′ 36″ N, 7° 42′ 51″ E |              |
| Château fort · Ruine ou disparu                                                       | Château du Nouveau-Windstein (Neuwindstein)                   | Windstein                                      | Classé MH (1983) · Notice no PA00085238 · Notice no IA67005450                                                                   | XIIIe et XIVe siècles, XVe et XVIe siècles                                                      | 48° 59′ 37″ N, 7° 40′ 42″ E |              |
| Résidence épiscopale                                                                  | Châteaux d'Oberhof (Petit château)                            | Saverne                                        | Inscrit MH (1934) · Notice no PA00084950 · Notice no IA00055455                                                                  | Moyen Âge, XVIe et XVIIe siècles, XVIIIe siècle                                                 | 48° 44′ 29″ N, 7° 21′ 51″ E |              |
| Renaissance                                                                           | Château d'Oberkirch                                           | Obernai                                        | Notice no IA00024019 | XVIe et XVIIe siècles, XIXe siècle                                                              | 48° 27′ 51″ N, 7° 28′ 23″ E |              |
| Château fort · Ruine ou disparu                                                       | Château d'Ochsenstein                                         | Reinhardsmunster                               | Classé MH (1898) · Notice no PA00084899 · Notice no IA67007626                                                                   | XIIe et XIVe siècles, XVIe siècle                                                               | 48° 40′ 58″ N, 7° 17′ 59″ E |              |
| Château fort · Ruine ou disparu                                                       | Château de l'Œdenbourg (Petit-Koenigsbourg, Klein-Königsburg) | Orschwiller                                    | Classé MH (1993) · Notice no PA00085296 · Notice no IA00124534                                                                   | XIIIe et XIVe siècles, XVe siècle                                                               | 48° 14′ 57″ N, 7° 20′ 21″ E |              |
| Classicisme, classique                                                                | Château d'Odratzheim (Château Geraudon)                       | Odratzheim                                     | Inscrit MH (1940) · Notice no PA00084872 · Notice no IA67006613                                                                  | XVIIIe et XXe siècles                                                                           | 48° 36′ 04″ N, 7° 29′ 26″ E |              |
| Château fort · Ruine ou disparu                                                       | Château de l'Ortenbourg                                       | Scherwiller                                    | Classé MH (1924) · Notice no PA00084970 · Notice no IA00124576                                                                   | XIIIe siècle                                                                                    | 48° 17′ 45″ N, 7° 23′ 32″ E |              |
| Château fort · Renaissance                                                            | Château d'Osthoffen                                           | Osthoffen                                      | Inscrit MH (1963) · Notice no PA00084877 · Notice no IA67005654                                                                  | Xe et XVIe siècles, XVIIIe et XIXe siècles                                                      | 48° 35′ 03″ N, 7° 33′ 12″ E |              |
| Château fort · Renaissance                                                            | Château d'Osthouse                                            | Osthouse                                       | Classé MH (1983) · Notice no PA00084878 · Notice no IA00023416 · Notice no IA00023411 · Notice no IA67011068                     | XIVe et XVe siècles, XVIe et XVIIIe siècles                                                     | 48° 23′ 59″ N, 7° 38′ 21″ E |              |
| Renaissance · Classicisme, classique                                                  | Château d'Ottrott                                             | Ottrott (3, 5, 7 rue de la Gare)               | Notice no IA00075580 Notice no IA67011071                                                                                        | XVIe et XVIIIe siècles, XIXe siècle                                                             | 48° 27′ 37″ N, 7° 25′ 59″ E |              |
| Château fort · Ruine ou disparu                                                       | Château du Petit-Arnsberg (Arnsbourg)                         | Obersteinbach                                  | Classé MH (1898, 1930) · Notice no PA00084871 · Notice no IA67008629                                                             | XIVe siècle                                                                                     | 49° 02′ 19″ N, 7° 41′ 26″ E |              |
| Château fort · Ruine ou disparu                                                       | Château du Petit-Geroldseck                                   | Haegen                                         | Classé MH (1898) · Notice no PA00084723 · Notice no IA67007546                                                                   | XIIIe siècle                                                                                    | 48° 42′ 52″ N, 7° 19′ 56″ E |              |
| Château fort · Ruine ou disparu                                                       | Château du Petit-Ringelstein                                  | Oberhaslach                                    | « Photo », notice no AP99L001582 « Photo », notice no AP99L001583                                                                | Moyen Âge, vestige                                                                              | 48° 34′ 26″ N, 7° 18′ 50″ E |              |
| Château fort · Forteresse, fort(ification) · Ruine ou disparu                         | Château de La Petite-Pierre (Lützelstein)                     | La Petite-Pierre                               | Classé MH (1922) · Notice no PA00084889 · Notice no IA67006996                                                                   | XIIe et XIVe siècles, XVIe siècle, il est le siège du Parc naturel régional des Vosges du Nord. | 48° 51′ 26″ N, 7° 18′ 53″ E |              |
| Classicisme, classique                                                                | Château Petite-Sorbonne (Schloss Klein-Sorbonne)              | Marlenheim                                     | Notice no IA67006686 | XVIIIe siècle                                                                                   | 48° 37′ 22″ N, 7° 29′ 27″ E |              |
| Palais · Classicisme, classique                                                       | Château de Pourtalès                                          | Strasbourg                                     | Inscrit MH (1984) · Notice no PA00085018 · Notice no IA67011095                                                                  | XVIIIe et XIXe siècles, XXe siècle, hôtel                                                       | 48° 36′ 31″ N, 7° 47′ 59″ E |              |
| Château fort · Ruine ou disparu                                                       | Château de Ramstein                                           | Scherwiller                                    | Classé MH (1924) · Notice no PA00084970 · Notice no IA00124577                                                                   | XIIIe et XIVe siècles                                                                           | 48° 17′ 40″ N, 7° 23′ 18″ E |              |
| Château fort · Ruine ou disparu                                                       | Château de Rathsamhausen (Hinter-Lützelburg)                  | Ottrott                                        | Inscrit MH (1985) · Notice no PA00084883 · Notice no IA00075610                                                                  | XIIe et XIIIe siècles, XIVe et XVe siècles, l'une des trois ruines du château côte à côte       | 48° 27′ 40″ N, 7° 24′ 24″ E |              |
| Château fort · Ruine ou disparu                                                       | Rauschenbourg                                                 | Ingwiller                                      | Notice no IA67009806 | 1470, détruit                                                                                   | 48° 53′ 11″ N, 7° 28′ 16″ E |              |
| Palais · Néo-Renaissance                                                              | Palais du Rhin (Kaiserpalast)                                 | Strasbourg                                     | Classé MH (1993, 2009) · Notice no PA00085183 · Notice no PA00085297 · Notice no IA67009266 · Notice no IA67011093               | XIXe siècle                                                                                     | 48° 35′ 15″ N, 7° 45′ 10″ E |              |
| Château fort · Ruine ou disparu                                                       | Château de la Roche (Steinschloss)                            | Bellefosse                                     | Notice no IA67013139 | XIIe et XVe siècles                                                                             | 48° 23′ 46″ N, 7° 13′ 04″ E |              |
| Château fort · Ruine ou disparu                                                       | Château de Roedern (Château de Fleckenstein)                  | Hatten / Niederrœdern                          | Notice no IA00118856 | Moyen Âge, XVIIIe siècle, détruit                                                               | 48° 54′ 16″ N, 8° 02′ 28″ E |              |
| Château fort · Résidence épiscopale · Classicisme, classique                          | Château des Rohan                                             | Mutzig                                         | Inscrit MH (1976) · Notice no PA00084814 · Notice no IA67011487 · Notice no IA67011488                                           | Moyen Âge, XVIe et XVIIe siècles, XVIIIe et XIXe siècles, musée                                 | 48° 32′ 11″ N, 7° 27′ 14″ E |              |
| Château fort · Résidence épiscopale · Palais · Classicisme, classique · Néo-classique | Château des Rohan (Château de l'Evêque)                       | Saverne                                        | Classé MH (1933, 1934, 1995) · Notice no PA00084953 · Notice no IA00055456 · Notice no M0012                                     | XIIe et XVIe siècles, XVIIe et XIXe siècles, musée                                              | 48° 44′ 32″ N, 7° 21′ 48″ E |              |
| Palais · Classicisme, classique                                                       | Palais Rohan                                                  | Strasbourg                                     | Classé MH (1920) · Notice no PA00085184 · Notice no M0019 · Notice no M0015 · Notice no M0013                                    | XVIIIe siècle, musée                                                                            | 48° 34′ 51″ N, 7° 45′ 09″ E |              |
| Château fort · Ruine ou disparu                                                       | Château de Rosenbourg (Rosenburg)                             | Westhoffen                                     | Notice no IA67006271 | XIe et XIIe siècles, XVe et XVIe siècles, XIXe siècle, château des Templiers détruit            | 48° 36′ 17″ N, 7° 26′ 33″ E |              |
| Motte castrale ou féodale · Ruine ou disparu                                          | Château de Saint-Pantaléon                                    | Wissembourg                                    | | Moyen Âge, motte castrale, détruit                                                              | 49° 01′ 52″ N, 7° 56′ 09″ E |              |
| Château fort · Édifice religieux · Ruine ou disparu                                   | Château Saint-Paul (Paulinerschloss)                          | Wissembourg                                    | Notice no IA67008232 | XIIIe siècle, ancienne abbaye fortifiée                                                         | 49° 03′ 03″ N, 7° 56′ 26″ E |              |
| Château fort · Édifice religieux · Ruine ou disparu                                   | Château Saint-Rémy (St. Remigius)                             | Wissembourg (Altenstadt)                       | Inscrit MH (1989) · Notice no PA00085275 · Notice no IA67008273 · Notice no IA67008032                                           | XIe et XIVe siècles, XVIIIe siècle, ancienne abbaye fortifiée                                   | 49° 01′ 36″ N, 7° 59′ 43″ E |              |
| Château fort · Ruine ou disparu                                                       | Château de Salm (Burg Salm)                                   | La Broque                                      | Classé MH (1898, 1930) · Notice no PA00084659 · Notice no IA67013404                                                             | XIIe et XIIIe siècles                                                                           | 48° 27′ 11″ N, 7° 08′ 25″ E |              |
| Classicisme, classique · Ruine ou disparu                                             | Château de Sarre-Union                                        | Sarre-Union                                    | Notice no IA67005966 | XVIIe et XVIIIe siècles, détruit                                                                | 48° 56′ 13″ N, 7° 04′ 35″ E |              |
| Château fort · Ruine ou disparu                                                       | Château de Sarrewerden (Saarwerden)                           | Sarrewerden                                    | Notice no IA67005990 | XIIe siècle                                                                                     | 48° 55′ 27″ N, 7° 04′ 55″ E |              |
| Motte castrale ou féodale · Ruine ou disparu                                          | Château du Scharrach                                          | Scharrachbergheim-Irmstett                     | Notice no IA67007014 | XIIe et XIIIe siècles, motte castrale, détruit                                                  | 48° 35′ 08″ N, 7° 29′ 37″ E |              |
| Château fort · Classicisme, classique                                                 | Château de Scharrachbergheim                                  | Scharrachbergheim-Irmstett                     | Inscrit MH (1982) · Notice no PA00084968 · Notice no IA67007014 · Notice no IA67007019 · Notice no IA67011077                    | XIIe et XIIIe siècles, XVe et XVIe siècles, XVIIIe et XIXe siècles                              | 48° 35′ 41″ N, 7° 29′ 44″ E |              |
| Néo-classique                                                                         | Château Scheidecker                                           | Lutzelhouse                                    | Notice no IA67011254 | XIXe siècle                                                                                     | 48° 31′ 04″ N, 7° 17′ 16″ E |              |
| Château fort · Ruine ou disparu                                                       | Château de Schirmeck                                          | Schirmeck                                      | Notice no IA67013405 | XIIIe et XIVe siècles, musée                                                                    | 48° 28′ 33″ N, 7° 13′ 07″ E |              |
| Motte castrale ou féodale · Classicisme, classique                                    | Château de Schirrhoffen                                       | Schirrhoffen                                   | Notice no IA00123753 | Moyen Âge, XVIIe siècle                                                                         | 48° 48′ 16″ N, 7° 55′ 20″ E |              |
| Motte castrale ou féodale · Classicisme, classique                                    | Château de Schnellenbuhl                                      | Sélestat                                       | Notice no IA00124697 | Moyen Âge, XVIIIe siècle                                                                        | 48° 13′ 07″ N, 7° 29′ 51″ E |              |
| Motte castrale ou féodale · Ruine ou disparu                                          | Château de Schœnau                                            | Schœnau                                        | Notice no IA67010594 | XIVe siècle, motte castrale, détruit                                                            | 48° 13′ 32″ N, 7° 38′ 56″ E |              |
| Château fort · Ruine ou disparu                                                       | Château de Schœneck (Burg Schöneck)                           | Dambach                                        | Inscrit MH (1984) · Notice no PA00084673 · Notice no IA67005021                                                                  | XIIIe et XIVe siècles, XVIe siècle                                                              | 49° 01′ 07″ N, 7° 39′ 30″ E |              |
| Château fort · Ruine ou disparu                                                       | Château de Schwanau                                           | Gerstheim                                      | Notice no IA00023292 | XIIIe siècle, détruit                                                                           |                             |              |
| Motte castrale ou féodale · Ruine ou disparu                                          | Château de Seltz                                              | Seltz                                          | | Moyen Âge, motte castrale, détruit                                                              |                             |              |
| Maison (noble)                                                                        | Château Silbermann                                            | La Broque (La Claquette)                       | Notice no IA67012713 | XIXe et XXe siècles                                                                             | 48° 27′ 53″ N, 7° 12′ 25″ E |              |
| Château fort · Ruine ou disparu                                                       | Château de Spesbourg (Spesburg)                               | Andlau                                         | Classé MH (1967) · Notice no PA00084586 · Notice no IA00115051                                                                   | XIIIe et XIVe siècles                                                                           | 48° 24′ 07″ N, 7° 23′ 50″ E |              |
| Château fort · Forteresse, fort(ification) · Ruine ou disparu                         | Citadelle de Strasbourg et Enceinte de Strasbourg             | Strasbourg                                     | Classé MH (1922, 1932) · Inscrit MH (1929) · Notice no PA00085019 · Notice no PA00085033                                         | XIIIe et XIVe siècles, XVIe et XVIIe siècles                                                    | 48° 34′ 34″ N, 7° 46′ 28″ E |              |
| Palais · Résidence épiscopale · Baroque, rococo                                       | Palais épiscopal de Strasbourg                                | Strasbourg                                     | Inscrit MH (1929) · Notice no PA00085034                                                                                         | XVIIIe siècle                                                                                   | 48° 35′ 05″ N, 7° 45′ 12″ E |              |
| Néo-classique                                                                         | Château Teutsch (Schloss Hochberg)                            | Wingen-sur-Moder                               | Inscrit MH (1996) · Notice no PA67000015 · Notice no IA67006944                                                                  | XIXe siècle                                                                                     | 48° 55′ 36″ N, 7° 21′ 49″ E |              |
| Château fort · Renaissance                                                            | Château de Thanvillé                                          | Thanvillé                                      | Inscrit MH (1988) · Classé MH (1989) · Notice no PA00085202 · Notice no IA67012202 · Notice no IA67012203 · Notice no IA67011099 | XVIe et XVIIe siècles, XVIIIe siècle                                                            | 48° 19′ 23″ N, 7° 20′ 43″ E |              |
| Château fort · Ruine ou disparu                                                       | Château de Tiefenthal                                         | Bischwiller                                    | | détruit                                                                                         | 48° 46′ 13″ N, 7° 51′ 46″ E |              |
| Maison (noble)                                                                        | Château de Truttehouse (Truttenhausen)                        | Obernai                                        | Notice no IA00023954 | XVIIIe siècle                                                                                   | 48° 27′ 43″ N, 7° 28′ 43″ E |              |
| Renaissance                                                                           | Château d'Urendorf                                            | Ernolsheim-Bruche                              | Inscrit MH (1936) · Notice no PA00084705 · Notice no IA67011867                                                                  | XVIe et XVIIe siècles                                                                           | 48° 33′ 50″ N, 7° 33′ 50″ E |              |
| Château fort · Ruine ou disparu                                                       | Château de Valff                                              | Valff                                          | Notice no IA00024046 | XIVe et XVIe siècles, détruit en 1889                                                           | 48° 25′ 13″ N, 7° 31′ 08″ E |              |
| Château fort · Ruine ou disparu                                                       | Château de vieux Lutzelbourg (Alte Lützelburg)                | Ottrott                                        | Notice no IA00075610 | XIe et XIIe siècles, au milieu de trois ruines de château côte à côte                           | 48° 27′ 41″ N, 7° 24′ 25″ E |              |
| Château fort · Ruine ou disparu                                                       | Château du Vieux-Windstein (Altwindstein)                     | Windstein                                      | Inscrit MH (1984) · Notice no PA00085239 · Notice no IA67005449                                                                  | XIIe et XIIIe siècles, XIVe siècle                                                              | 48° 59′ 56″ N, 7° 40′ 55″ E |              |
| Château fort · Ruine ou disparu                                                       | Château de Wangen                                             | Wangen                                         | Inscrit MH (1993) · Notice no PA00125229 · Notice no IA67006257                                                                  | XIIIe siècle, aucun vestige                                                                     | 48° 37′ 02″ N, 7° 27′ 57″ E |              |
| Château fort · Ruine ou disparu                                                       | Château de Wangenbourg                                        | Wangenbourg-Engenthal                          | Classé MH (1898) · Notice no PA00085212 · Notice no IA67007022                                                                   | XIIIe et XIVe siècles, XVe et XVIe siècles                                                      | 48° 37′ 14″ N, 7° 18′ 50″ E |              |
| Château fort · Ruine ou disparu                                                       | Château du Warthenberg (Daubenschlagfelsen)                   | Dossenheim-sur-Zinsel / Ernolsheim-lès-Saverne | Inscrit MH (1994) · Notice no PA00085306 · Notice no PA00085307                                                                  | XIIe siècle                                                                                     | 48° 47′ 38″ N, 7° 22′ 34″ E |              |
| Château fort · Ruine ou disparu                                                       | Château du Wasenbourg                                         | Niederbronn-les-Bains                          | Classé MH (1898) · Notice no PA00084830 · Notice no IA67005252                                                                   | XIIIe et XIVe siècles                                                                           | 48° 57′ 37″ N, 7° 36′ 58″ E |              |
| Château fort · Ruine ou disparu                                                       | Château du Wasigenstein                                       | Niedersteinbach                                | Classé MH (1898) · Notice no PA00084834 · Notice no IA67008604 · Notice no IA67008605                                            | XIIIe et XIVe siècles                                                                           | 49° 02′ 52″ N, 7° 42′ 06″ E |              |
| Château fort · Ruine ou disparu                                                       | Château de Wasselonne                                         | Wasselonne                                     | Inscrit MH (1931, 1932) · Notice no PA00085214 · Notice no IA67007001                                                            | XIIIe et XIVe siècles, XVe et XVIe siècles, XVIIIe siècle                                       | 48° 38′ 17″ N, 7° 26′ 45″ E |              |
| Château fort · Ruine ou disparu                                                       | Château de Weiterswiller                                      | Weiterswiller                                  | Notice no IA67006855 | XIVe et XVIIIe siècles, détruit                                                                 | 48° 51′ 14″ N, 7° 24′ 46″ E |              |
| Château fort · Ruine ou disparu                                                       | Château de Werde                                              | Matzenheim                                     | Inscrit MH (1993) · Notice no PA00125219 · Notice no IA00023680                                                                  | XIIe et XIVe siècles, XVIe et XVIIIe siècles                                                    | 48° 23′ 17″ N, 7° 38′ 15″ E |              |
| Motte castrale ou féodale · Ruine ou disparu                                          | Château de Weyersbourg (Weitersburg)                          | Fouchy                                         | | Moyen Âge, motte castrale, détruit                                                              |                             |              |
| Pavillon de chasse                                                                    | Château de Windeck                                            | Ottrott                                        | Inscrit MH (1992) · Notice no PA00085311 · Notice no IA00075581                                                                  | XVIIIe et XIXe siècles                                                                          | 48° 27′ 30″ N, 7° 25′ 43″ E |              |
| Château fort · Ruine ou disparu                                                       | Château de Wineck (Windeck)                                   | Dambach                                        | Inscrit MH (1985) · Notice no PA00084672 · Notice no IA67005022                                                                  | XIIIe et XIVe siècles                                                                           | 49° 00′ 49″ N, 7° 39′ 43″ E |              |
| Château fort · Ruine ou disparu                                                       | Château de Wittschlœssel (Wittschlössel)                      | Dambach                                        | Notice no IA67005023 | Moyen Âge                                                                                       | 49° 01′ 21″ N, 7° 40′ 49″ E |              |
| Château fort · Renaissance · Néo-Renaissance                                          | Château de Wœrth (Wörth)                                      | Wœrth                                          | Inscrit MH (2002) · Notice no PA67000061 · Notice no IA67008910 · Notice no IA67008911 · Notice no IA67008912                    | XIVe et XVIe siècles, XVIIIe et XXe siècles, mairie, musée                                      | 48° 56′ 20″ N, 7° 44′ 50″ E |              |